# Kudu (Baki)
Kudu is een bestuurslaag in het regentschap Sukoharjo van de provincie Midden-Java, Indonesië. Kudu telt 3888 inwoners (volkstelling 2010).